# Chmeľnica
Chmeľnica (in ungherese Komlóskert, in tedesco Hopgarten, in polacco Chmielnica) è un comune della Slovacchia facente parte del distretto di Stará Ľubovňa, nella regione di Prešov.